# Grå fnittertrast
Grå fnittertrast (Garrulax maesi) är en asiatisk fågel i tättingfamiljen fnittertrastar som är endemisk för Kina.

## Utseende
Grå fnittertrast är en rätt stor (28–30,5 cm) fnittertrast med enfärgat grå fjäderdräkt. Ansiktet är svart och på strupen och övre delen av bröstet är den gråbrun. Nominatformen (se nedan) har ljusgrå örontäckare och vit halssida. Stjärten är mörkgrå. Könen är lika men ungfågeln brunare.

## Utbredning och systematik
Grå fnittertrast behandlas antingen som monotypisk eller delas in i två underarter med följande utbredning:
- Garrulax maesi grahami – förekommer i sydvästra Kina, från sydvästra Sichuan till sydöstra Guangxi och nordöstra Yunnan
- Garrulax maesi maesi–- förekommer i bergsområden i Guangxi i sydvästra Kina och i norra Tonkin

Tidigare behandlades rostkindad fnittertrast som underart till grå fnittertrast och vissa gör det fortfarande.

## Levnadssätt
Grå fnittertrast hittas i städsegrön lövskog på mellan 400 och 1700 meters höjd. Den ses oftast i flockar med tio eller fler fåglar, då gärna tillsammans med andra fågelarter. Den födosöker på marken bland torra löv, men även högre upp bland buskar och träd, efter insekter. Fågeln häckar mellan april och maj i Kina.

## Status och hot
Arten har ett stort utbredningsområde och en stor population, men tros minska i antal, dock inte tillräckligt kraftigt för att den ska betraktas som hotad. Internationella naturvårdsunionen IUCN kategoriserar därför arten som livskraftig (LC).

## Namn
Fågelns vetenskapliga artnamn hedrar den franske avikulturalisten Albert Maës (död 1914).